# Adam Mickiewicz
Œuvres principales
Konrad Wallenrod, Grażyna, Messire Thadée, Les Aïeux
Adam Mickiewicz, né le 24 décembre 1798 à Zaosie ou à Nowogródek (aujourd'hui en Biélorussie) et mort le 26 novembre 1855 à Constantinople, est un poète, écrivain et militant polonais, considéré comme l'un des plus grands poètes romantiques. Né et ayant grandi sur le territoire de l’actuelle Biélorussie, il a profondément ressenti et exprimé dans ses œuvres l’esprit de la région, ses paysages, sa culture et ses traditions. Son œuvre a exercé une influence notable sur la formation de la littérature biélorussienne moderne, marquant le début d’une nouvelle étape dans son développement.
Mickiewicz est aux Polonais ce que Dante est aux Italiens et Gœthe aux Allemands : un poète inspiré qui a cristallisé l’identité culturelle de son peuple, grâce à qui la littérature a « remplacé » en quelque sorte la patrie disparue. Il est célébré dans son pays natal comme le père spirituel de la littérature polonaise moderne, un rôle qu'il partage avec les autres poètes comme Zygmunt Krasiński, Juliusz Słowacki et Cyprian Kamil Norwid. 
Il a passé une grande partie de sa vie en France et a été professeur au Collège de France en même temps que Jules Michelet et Edgar Quinet.  Il a eu six enfants.

## Biographie

### Jeunesse

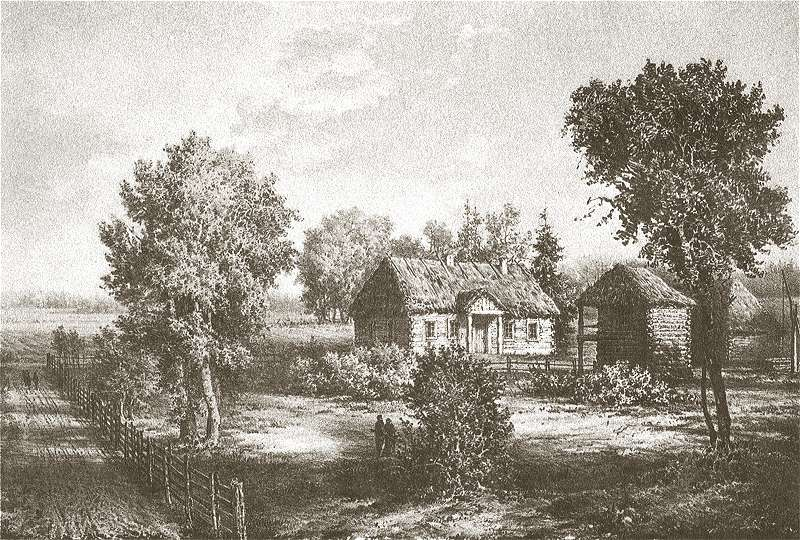
La ferme de Zaosie où est peut-être né Mickiewicz.

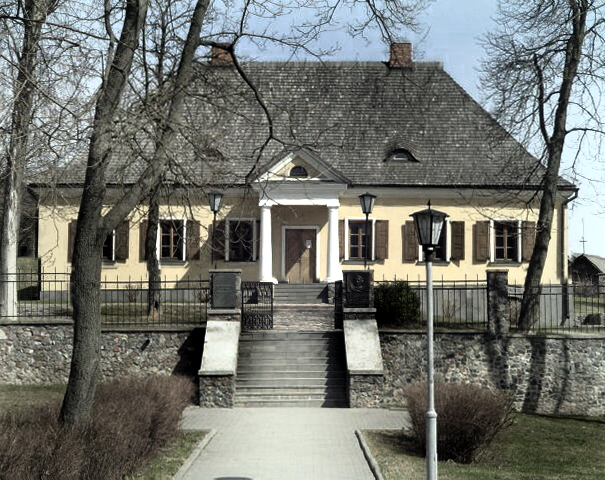
La maison des Mickiewicz à Nowogródek.

Adam Mickiewicz naît le 24 décembre 1798, peut-être à Nowogródek, dans ce qui est alors l'Empire russe (aujourd'hui en Biélorussie), ou peut-être au domicile de son oncle à Zaosie, une cinquantaine de kilomètres plus au sud. Nowogródek, qui se situe à la périphérie de la Lituanie actuelle, et qui appartenait au grand-duché de Lituanie jusqu'au troisième partage de la république des Deux Nations en 1795,. C'est une région qui fut habitée par des Lituaniens mais qui, à la fin du XVIIIe siècle, est surtout peuplée de Biélorusses. Mickiewicz est né dans une famille de petite noblesse polonaise de Lituanie. Son père Mikołaj est un avocat, issu de la famille portant des armoiries Poraj. Sa mère Barbara Mickiewicz est née Majewska. Adam est le second fils de la famille.

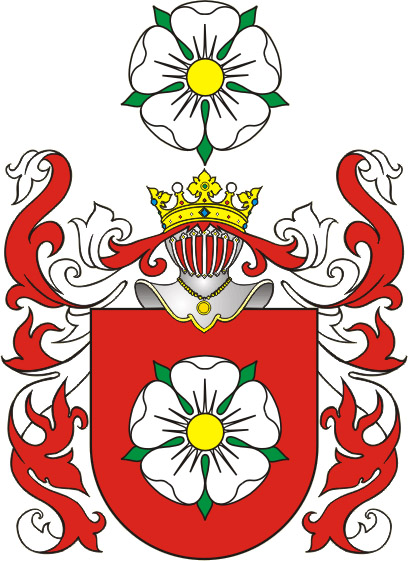
Les armoiries Poraj.

Mickiewicz passe son enfance à Nowogródek,. Son éducation est d'abord assurée par sa mère et par des tuteurs privés. De 1807 à 1815, il étudie dans un établissement dominicain, où il suit l'enseignement établi par la Commission de l'éducation nationale, fondée encore avant les partages de la Pologne et considérée comme la première administration publique moderne indépendante des Églises consacrée à l'instruction publique,,. Mickiewicz est un élève médiocre mais qui prend une part active aux activités telles que compétitions et théâtre. 

### Début poétiques
En septembre 1815, il entre à l'université de Vilnius où il fait des études de lettres. Pénétrée de l'esprit du siècle des Lumières, celle-ci est un foyer majeur de culture polonaise malgré l'occupation russe. Mickiewicz y est, avec son ami Tomasz Zan, un des fondateurs d'une société secrète, scientifique et patriotique, les Philomathes, puis les Philarètes. 
Professeur au collège de Kowno entre 1819 et 1823, le jeune homme, profondément acquis aux idées libérales et à la philosophie du XVIIIe siècle, écrit dans un style encore classique des poèmes de circonstance.
En 1818, il publie son premier poème Zima miejska (« L'Hiver en ville ») dans l'hebdomadaire polonais Tygodnik Wileński. Les années qui suivent voient son style gagner en maturité, passant du sentimentalisme et du néoclassicisme au romantisme. Cette transition s'opère dans ses premières anthologies poétiques, publiées à Vilnius en 1822 et 1823. Dès 1820, Mickiewicz achève son poème romantique L'Ode à la jeunesse, mais qui ne paraîtra que des années plus tard, car considéré comme trop patriotique et révolutionnaire.
Autour de l'été 1820, Mickiewicz rencontre l'amour de sa vie, Maryla Wereszczakówna (pl). Mais les origines relativement modestes du poète lui interdisent d'épouser la jeune femme. Elle est du reste déjà promise au comte Wawrzyniec Puttkamer (pl), qu'elle épouse en 1821,. Mickiewicz sublimera cet amour malheureux dans ses Ballades et Romances (1822), un recueil de poèmes qui consacre la victoire incontestable du romantisme sur le classicisme, et dont la préface constitue le manifeste du romantisme polonais.
Un second recueil de poésie, en 1823, contient Grażyna et les IIe et IVe parties d'un drame, Les Aïeux. Il confirme Mickiewicz comme chef de file du romantisme polonais. On y trouve les éléments qui marquent toute son œuvre : influence du romantisme européen ossianique, byronien ou schillérien, inspiration puisée dans le fonds populaire des coutumes et des légendes lituaniennes et biélorusses, dans le passé national, et souvenir de nombreuses lectures de Shakespeare.

### Emprisonnement et exil en Russie

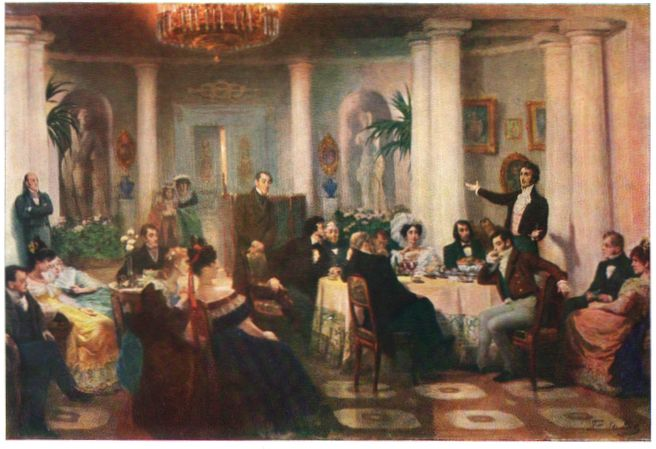
Mickiewicz fréquente à Moscou le salon de la princesse Zinaïda Volkonskaïa.

En octobre 1823, la police russe découvre l'activité des Philarètes. Une enquête menée au sein de ces organisations par le vice-gouverneur de Pologne et chef de la police secrète du tsar Nikolaï Novossiltsev conduit à l'arrestation de nombreux étudiants et anciens étudiants. Parmi eux, Mickiewicz. Il est emprisonné au monastère basilien (en) de Vilnius fin 1823 ou début 1824 (les sources se contredisent sur la date exacte). Plus chanceux que beaucoup de ses camarades déportés en Sibérie, Mickiewicz est condamné à l'exil en Russie. 
Le 22 octobre 1824, dans les heures qui suivent la sentence, Mickiewicz écrit un poème dans un album de Salomea Bécu, la mère de Juliusz Słowacki. Ce poème sera mis en musique en 1975 par le compositeur russe David Toukhmanov (en). 

#### Sonnets de Crimée (1826)
À Saint-Pétersbourg, puis à Odessa et à Moscou, où il est successivement assigné à résidence, il est reçu dans les salons polonais et les milieux libéraux russes, où il rencontre un franc succès grâce à ses manières impeccables et à son talent extraordinaire pour l'improvisation poétique. À Moscou, Mickiewicz fait la connaissance du journaliste polonais Henryk Rzewuski et de la compositrice et pianiste Maria Agata Szymanowska, dont il épousera des années plus tard la fille Celina à Paris. Il se lie également d'amitié avec le poète russe Alexandre Pouchkine, et avec les insurgés décabristes dont Kondrati Ryleïev. Il fait un voyage en Crimée, où il découvre la lumière, le pittoresque et l'exotisme fascinant de l'Orient qu'il inscrit dans ses Sonnets de Crimée.,,.

#### Konrad Wallenrod (1828)
En 1828, Mickiewicz publie son poème Konrad Wallenrod. Novossiltsev, qui y perçoit, contrairement à la censure moscovite, le message patriotique et subversif, tente sans succès d'en saboter la publication et de nuire à la réputation du poète,. Le héros du poème est un jeune Lituanien enlevé par les chevaliers teutoniques qui devient le grand maître de leur Ordre. Au cours de son long apprentissage, il dissimule son patriotisme polonais entretenu par un vieux barde.  Plus tard, Konrad mène l’Ordre lors de la bataille décisive livrée à l'armée polono-lituanienne et le conduit au désastre, alors il se suicide.
En 1829, après de longs efforts et grâce à l'influence de ses nombreux amis, Mickiewicz reçoit finalement un passeport et la permission de quitter la Russie pour se rendre en Europe de l'Ouest.

### Voyages en Europe

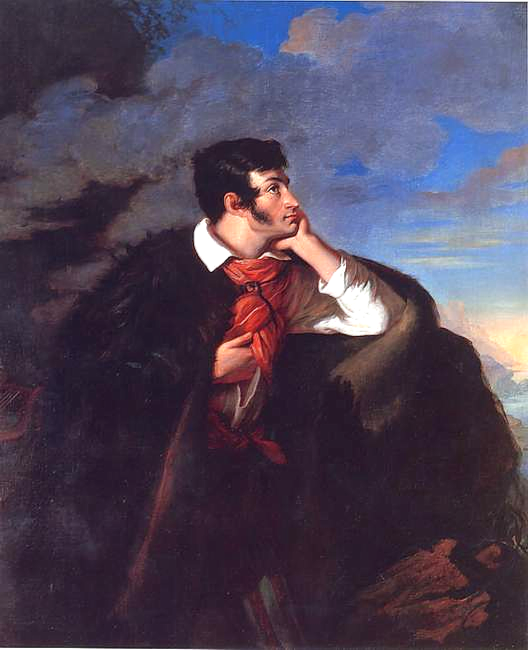
Mickiewicz par Walenty Wańkowicz (1828).

Après un exil de cinq ans en Russie, Mickiewicz se rend à Berlin, où il assiste à des conférences du philosophe Georg Wilhelm Friedrich Hegel. Il visite Prague, puis retourne à Weimar, où il est reçu cordialement par le poète, l'écrivain, et l'homme d'état Johann Wolfgang von Goethe. Il poursuit ensuite son périple à travers l'Allemagne jusqu'en Italie, où il entre par le col du Splügen. Accompagné de son vieil ami, le poète Antoni Edward Odyniec (en), il visite Milan, Venise, Florence et Rome,. En août 1830, il se rend à Genève, où il rencontre un autre grand poète polonais, Zygmunt Krasiński. Au cours de ses voyages, il a une brève relation avec Henrietta Ewa Ankwiczówna, mais une fois de plus ses origines modestes l'empêchent de se marier. Finalement, autour du mois d'octobre 1830, il s'installe à Rome, qu'il considère être « la plus agréable des villes étrangères ».  
Il se trouve à Rome quand éclate l'insurrection de novembre 1830. Malgré ses efforts pour se joindre au combat, il est arrêté à Poznań le 13 août et ne peut pas traverser la frontière prusso-russe. Pendant son séjour en Grande-Pologne, il a une brève liaison avec la femme de lettres Konstancja Łubieńska (pl). 

#### Les Aïeux III(1832)
En décembre 1831, le poète gagne Dresde, son exil devient définitif. Le drame Les Aïeux III, dits de Dresde, reste son œuvre maîtresse. Dans les parties écrites précédemment, le héros Gustaw vivait les affres d'un amour malheureux. Désormais, dans la prison tsariste où il est enfermé, il devient un être entièrement dévoué à la cause de sa nation et de l'humanité. La cause de toutes ses souffrances n'est plus sa maîtresse infidèle, mais la patrie occupée, mise en croix comme le Christ. Le protagoniste désespéré change jusqu'à son nom, Gustaw devient Konrad. C'est un homme entouré d'instances surnaturelles (les âmes des morts dont le purgatoire est sur terre), qui lutte pour sa survie et celle de son peuple. L'éthique chrétienne s'associe à la sagesse populaire, l'amour combat la souffrance. Le monologue du défi lancé à Dieu par Konrad est connu sous le nom de « Grande Improvisation » : si Dieu est indifférent à la souffrance des hommes, tandis que lui, Konrad ne l'est pas, cela signifie que Dieu lui est moralement inférieur. Puis, dans une nouvelle mutation, le rebelle orgueilleux revient à plus d'humilité. La grandeur de l'œuvre, écrite dans une langue unique chargée d'envolées lyriques, découle des contradictions internes du Mickiewicz héritier des Lumières. Il attaque violemment l'orgueil de la raison, à laquelle il oppose l'humilité de la foi en dépit de sa croyance en la vérité du cœur. Par ailleurs, son lyrisme religieux témoigne d'une perpétuelle tension entre la fierté personnelle du poète, qui se veut prophète de l'humanité, et la modestie qu'exige sa religion.

### Émigré à Paris

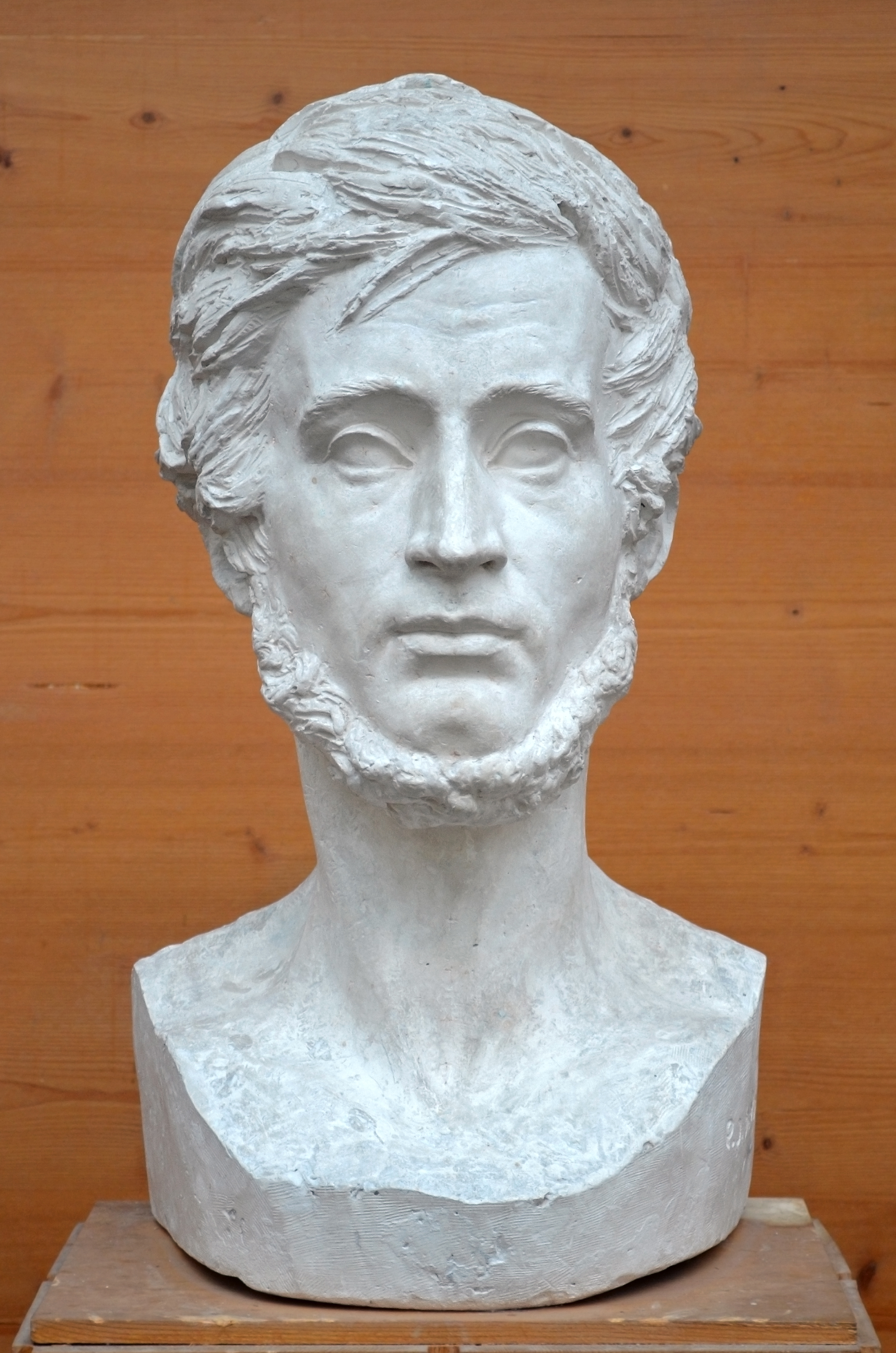
Buste d'Adam Mickiewicz par le sculpteur David d'Angers (1835).

Le 31 juillet 1832, Mickiewicz arrive à Paris en compagnie de son ami Ignacy Domeyko, ancien membre comme lui des Philomathes, et futur géologue au Chili. Il y est accueilli par Charles de Montalembert, chez lequel il rencontre, à côté des célébrités du romantisme littéraire, Pierre-Simon Ballanche, Henri Lacordaire et Ozanam. 
Mickiewicz est très actif au sein de la communauté des émigrés polonais. Il travaille avec la Société littéraire ou encore la Société nationale polonaise. Il édite le périodique Pielgrzym Polski (« Le Pèlerin polonais »), dans lequel il publie des articles. 
1832 voit la parution à Paris de la troisième partie des Aïeux où le mysticisme patriotique du Père Piotr réapparaît mûri et exalté. Ce drame est distribué clandestinement en Pologne.   

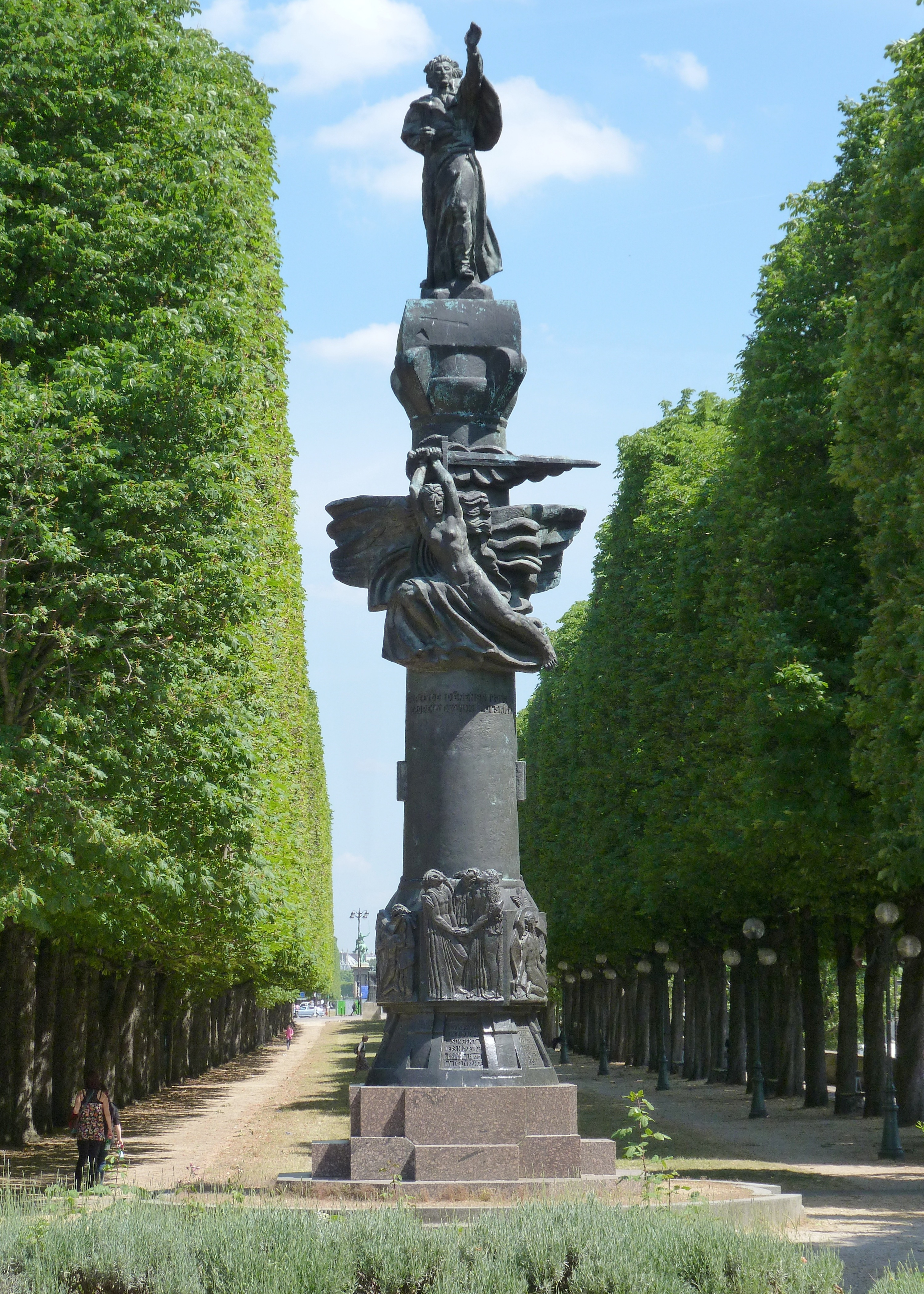
Monument de Mickiewicz par Antoine Bourdelle à Paris.

#### Livre de la Nation et du pèlerinage polonais
La même année paraît aussi le Livre de la Nation et du pèlerinage polonais dont Félicité Robert de Lamennais se souviendra dans les Paroles d'un croyant. Mickiewicz y crie à ses frères d'exil, pèlerins de la Pologne martyre, sa certitude de reconquérir par la foi, la pénitence et le sacrifice la liberté de sa patrie démembrée. Parallèlement y naît le mythe messianique de la « Pologne Christ des nations », dont le martyre voulu par Dieu rachètera le monde. Ce livre est condamné par le pape Grégoire XVI, au nom du conservatisme selon lequel les Polonais obéissent au tsar et aux monarques germaniques que Dieu leur a attribués. Traduit par Charles de Montalembert, le Livre des pèlerins polonais connaît un succès limité : il n'a pas convaincu les émigrés, il froisse les Français et les Anglais, dont il dénonce le mercantilisme et l'absence de valeurs morales authentiques.  

En 1833, Mickiewicz fait publier à Paris l'Histoire de Wacław, poème de son grand ami Stefan Garczyński, quelques mois seulement avant sa mort. Il saluera la mémoire de son ami à plusieurs reprises des années plus tard, lors de ses cours au Collège de France.

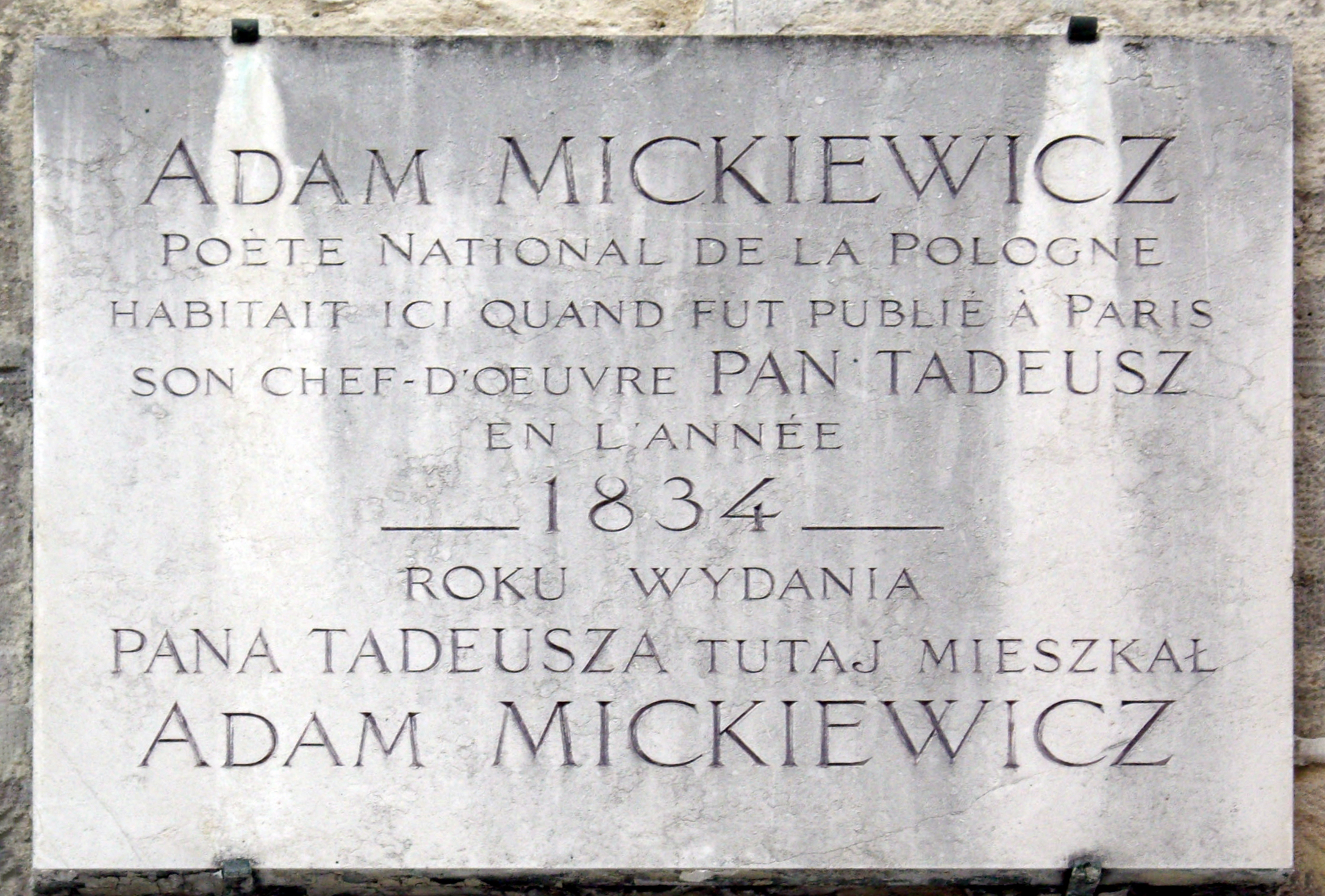
Plaque au n°63 rue de Seine, où habitait Mickiewicz lors de la publication à Paris de Pan Tadeusz en juin 1834.

#### Pan Tadeusz(Messire Thaddée)
Son chef-d'œuvre, le poème épique Messire Thadée, paraît en 1834. Il s'agit de sa plus longue œuvre poétique, retour nostalgique aux années de bonheur en Lituanie, évocation de l'espérance de liberté que donna l'empereur des Français aux Polonais. En 1812, le frère de Napoléon, Jérôme (roi de Naples), avait établi ses quartiers dans la demeure familiale des Mickiewicz. L'événement constitue la toile de fond de ce texte considéré comme essentiel dans la littérature polonaise. L'émotion y prend le pas sur la prédication, le charme sur la prophétie. C'est la dernière grande œuvre où le poète se réfugie « refermant la porte sur les bruits de l'Europe ».
Messire Thaddée marque la fin de la période la plus prolifique de sa vie,. Il sera encore l'auteur d'autres œuvres remarquables, comme les Lyriques de Lausanne (1839-1840) et les Pensées et Remarques (1834-1840), mais ni l'une ni l'autre ne connaîtront le succès de ses œuvres précédentes. Son relatif silence littéraire, qui commence au milieu des années 1830, a été interprété de façons diverses : peut-être a-t-il perdu son talent, ou peut-être souhaite-t-il se consacrer à l'enseignement et à la politique.
Le 22 juillet 1834, il épouse à Paris Celina Szymanowska, fille de la compositrice et pianiste Maria Agata Szymanowska. Ils auront six enfants : deux filles, Maria et Helena, et quatre fils, Władysław, Aleksander, Jan et Józef. Celina souffrira plus tard de troubles mentaux, probablement de dépression majeure. En décembre 1838, Mickiewicz tentera de se suicider en raison de ses problèmes conjugaux. Celina mourra le 5 mars 1855.
Mickiewicz et sa famille vivent dans une relative pauvreté, leur principale source de revenus étant la publication irrégulière de ses œuvres – une activité guère lucrative. Ils reçoivent le soutien financier d'amis et de mécènes, mais cela ne suffit pas à changer significativement leur condition. Bien qu'il passe l'essentiel du reste de sa vie en France, Mickiewicz n'obtient jamais la citoyenneté française, et ne reçoit aucun soutien du gouvernement français. À la fin des années 1830, ses écrits se font plus rares, et il est moins actif politiquement au sein de la diaspora polonaise.
En 1838, il devient professeur de littérature latine à l'université de Lausanne en Suisse. Ses cours sont bien accueillis, et lorsqu'en 1840, une chaire de langues slaves est créée au Collège de France, Mickiewicz est choisi pour l'occuper,. Il quitte la Suisse, mais est nommé professeur honoraire de l'université de Lausanne.

#### Collège de France
Mickiewicz n'enseigne au Collège de France qu'un peu plus de trois ans, sa dernière conférence ayant lieu le 28 mai 1844. Très populaires, ses cours attirent, en plus de ses étudiants réguliers, une foule nombreuse, et font même l'objet d'articles dans la presse. Jules Michelet et George Sand pleurent en écoutant Mickiewicz expliquer le « terrorisme intellectuel » de la discipline russe, le « destin littéraire de la Sibérie » et du chamanisme, la « lutte entre les systèmes et les passions » qui anime l'histoire de l'Europe. Mickiewicz formulait ainsi une méditation toujours actuelle sur l'Europe de l'Est face à la modernité et à son destin démocratique, mieux : « républicain ». Certains de ses cours font encore parler d'eux des décennies plus tard : sa seizième conférence, sur le théâtre slave, « devient une sorte de gospel pour les metteurs en scène de théâtre polonais du XXe siècle ».  

#### Townianisme
Mais il s'enfonce de plus en plus dans le mysticisme religieux après être tombé sous l'influence du philosophe polonais Andrzej Towiański (en), rencontré en 1841,. Ses conférences se transforment en un mélange de religion et de politique, ponctuées d'attaques à l'encontre de l'Église catholique, et il fait les frais de la censure du gouvernement français,. Ses propos messianiques entrent en conflit avec les enseignements de l'Église, qui place certaines de ses œuvres sur une liste d'ouvrages interdits. Mickiewicz et Towiański se rendent pourtant régulièrement à la messe catholique et encouragent leurs disciples à en faire de même,. En 1846, Mickiewicz coupe tout lien avec Towiański à la suite de la montée du sentiment révolutionnaire en Europe, qui se manifeste notamment par le soulèvement de Cracovie en février 1846. Mickiewicz reproche à Towiański sa passivité et s'en retourne vers l'Église catholique. 

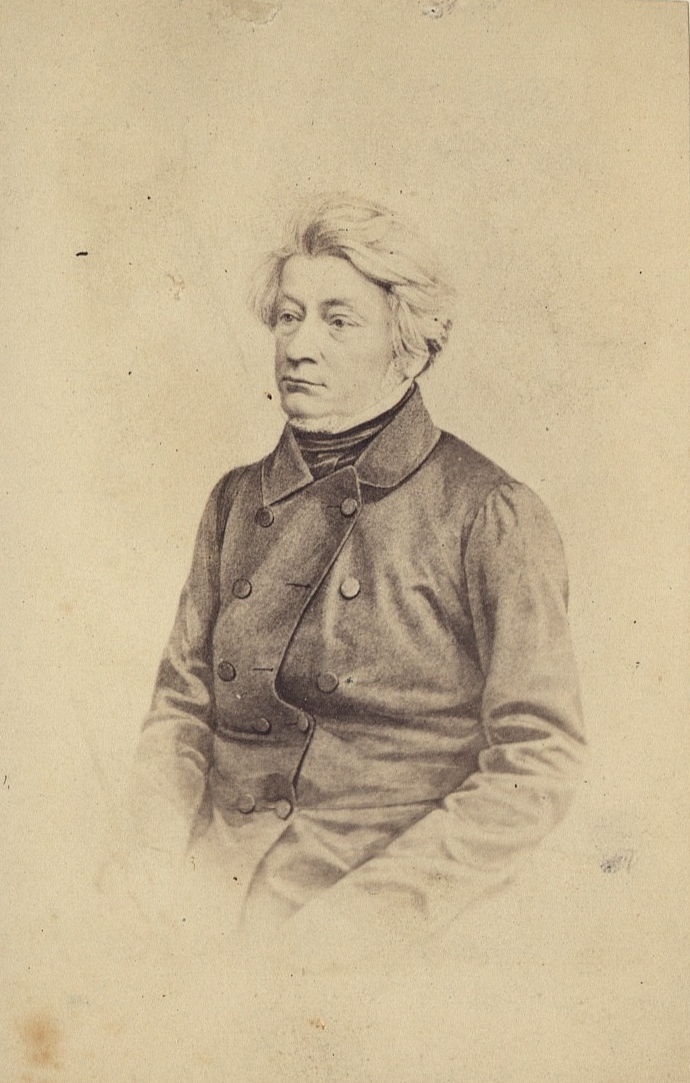
Mickiewicz photographié par Jan Mieczkowski en 1850.

#### Militantisme
En 1847, il se lie d'amitié avec la journaliste et critique américaine Margaret Fuller, également militante des droits de la femme. En mars 1848, il fait partie d'une délégation polonaise reçue en audience par le pape Pie IX, à qui il demande de soutenir les nations opprimées et la révolution de 1848. Peu après, en avril 1848, il organise une unité militaire pour venir en aide aux insurgés italiens, avec l'espoir de libérer la Pologne et les autres pays slaves,. La « légion Mickiewicz (en) » n'atteint toutefois jamais une taille suffisante pour jouer un rôle plus que symbolique et, à l'automne 1848, Mickiewicz est de retour à Paris, où il reprend ses activités sur la scène politique.
En décembre 1848, il se voit proposer un poste à l'université Jagellonne de Cracovie, alors dans l'empire d'Autriche, mais l'offre est rapidement retirée sous la pression des autorités autrichiennes. Durant l'hiver 1848-1849, le compositeur Frédéric Chopin, alors au crépuscule de sa vie, rend visite à Mickiewicz, qu'il apaise en s'installant au piano. Une douzaine d'années auparavant, Chopin avait mis en musique deux poèmes de Mickiewicz.

### Ses dernières années

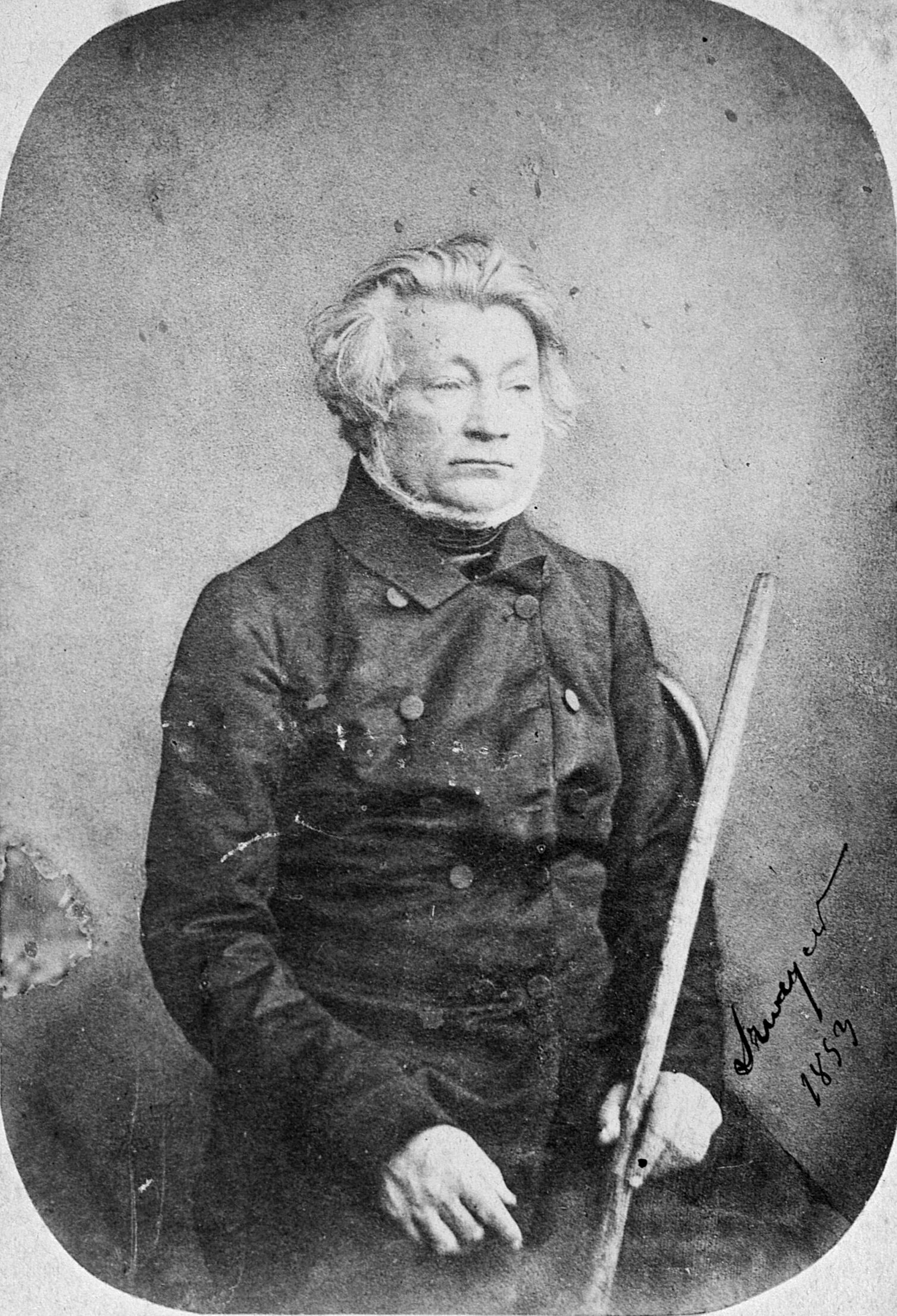
Au soir de sa vie.

#### La Tribune des Peuples
Début 1849, Mickiewicz fonde à Paris un journal en langue française, La Tribune des Peuples, avec le soutien d'un riche émigré polonais, Ksawery Branicki. Mickiewicz écrit plus de 70 articles dans les colonnes du journal, dont l'existence se révèle éphémère : il ne paraît qu'entre le 15 mars et le 10 novembre 1849, date à laquelle il est contraint de fermer par les autorités,. Dans ses articles, Mickiewicz soutient la démocratie et le socialisme, ainsi que les idéaux issus de la Révolution française et de l'époque napoléonienne, même s'il ne se fait guère d'illusions sur l'idéalisme de la famille Bonaparte. Il se prononce en faveur du rétablissement de l'Empire. 
En avril 1852, il perd son poste au Collège de France, qu'il avait conservé malgré l'interdiction d'enseigner,. 
Le 31 octobre 1852, il est embauché à la bibliothèque de l'Arsenal,. Il y reçoit la visite d'un autre poète polonais, Cyprian Kamil Norwid, qui relate cette rencontre dans le poème Czarne kwiaty (« Fleurs noires »).
Mickiewicz se réjouit du déclenchement de la guerre de Crimée, en laquelle il voit les prémisses d'un nouvel ordre européen pouvant conduire à l'indépendance de la Pologne. Son dernier poème est une ode en latin composée en l'honneur de Napoléon III à l'occasion de la victoire des forces franco-britanniques à Bomarsund. 
Les Polonais regroupés autour du prince Adam Czartoryski à l'hôtel Lambert le persuadent de reprendre ses activités politiques, et Mickiewicz se voit confier par la France une mission diplomatique. Il quitte Paris le 11 septembre 1855 et rejoint Constantinople onze jours plus tard. Là, il travaille avec Michał Czajkowski (en) (Mehmet Sadyk Pacha) à l'organisation de troupes polonaises destinées à combattre avec les Ottomans contre la Russie,. Avec son secrétaire et ami Armand Lévy, il envisage aussi la création d'une légion juive,. Mais il revient malade de la visite d'un camp militaire, et meurt à son domicile de la rue Yenişehir, dans le quartier de Pera (aujourd'hui Beyoğlu), le 26 novembre 1855,. Bien qu'entre autres Tadeusz Boy-Żeleński ait spéculé sur un possible empoisonnement de Mickiewicz par ses ennemis politiques, cette hypothèse n'est étayée par aucun élément matériel, et il est vraisemblable que Mickiewicz soit mort du choléra,,.

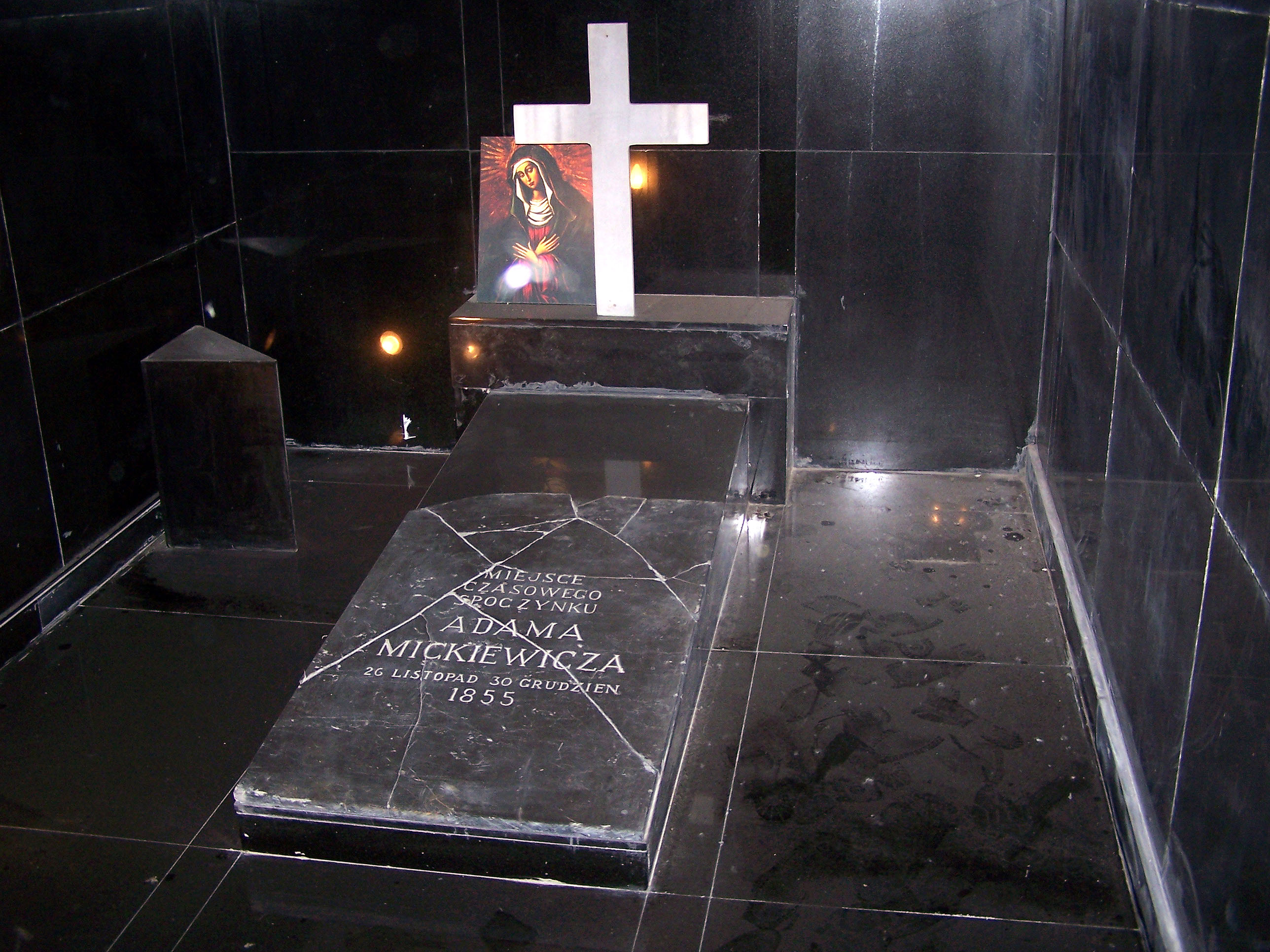
Tombe provisoire de Mickiewicz au sous-sol de son immeuble à Constantinople. On y trouve aujourd'hui un musée à sa mémoire.

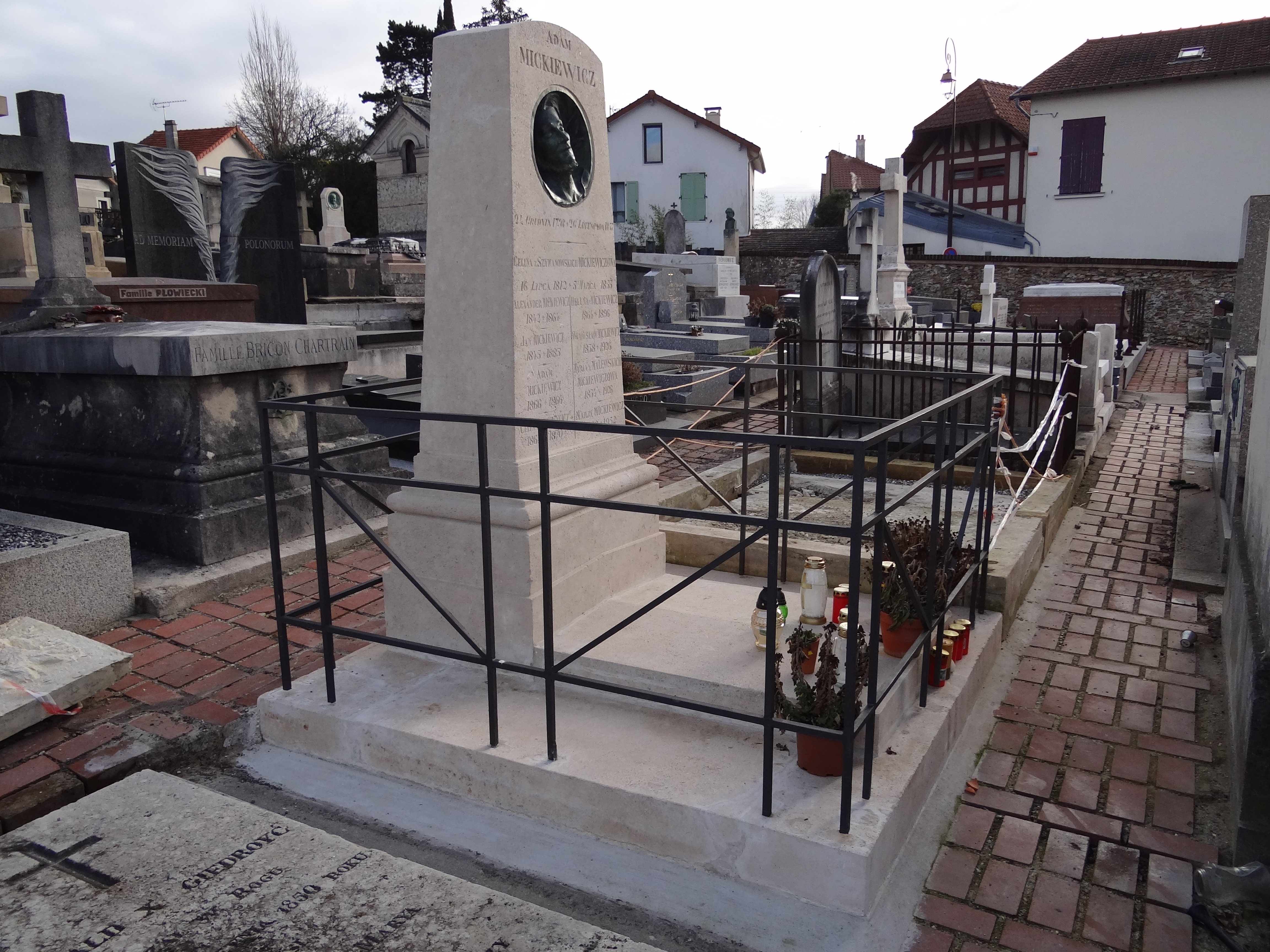
La tombe d'Adam Mickiewicz au cimetière des Champeaux à Montmorency (Val-d'Oise).

La dépouille de Mickiewicz est ramenée en France à bord d'un navire qui quitte Constantinople le 31 décembre 1855. Il est enterré à la nécropole polonaise de Montmorency le 21 janvier 1861. En 1890, son corps est transféré à Cracovie, et placé dans une crypte de la cathédrale de Wawel. Il y rejoint de nombreuses figures illustres de l'histoire et de la culture polonaise.

## L'héritage
Chef de file des romantiques polonais, guide inspiré de ses contemporains, Mickiewicz a soutenu par son patriotisme visant l’universel l’unité culturelle. Il est donc apparu comme « Pèlerin de la liberté », tel que l’a représenté Bourdelle par sa sculpture à Paris.
Konrad Wallenrod a donné naissance à deux opéras, I Lituani d'Amilcare Ponchielli et Konrad Wallenrod de Władysław Żeleński. Après la publication des Aïeux (Dziady), Mickiewicz chercha à convaincre Frédéric Chopin de la mettre en musique. Finalement, la cantate Widma (Les Fantômes) fut composée par Stanisław Moniuszko.

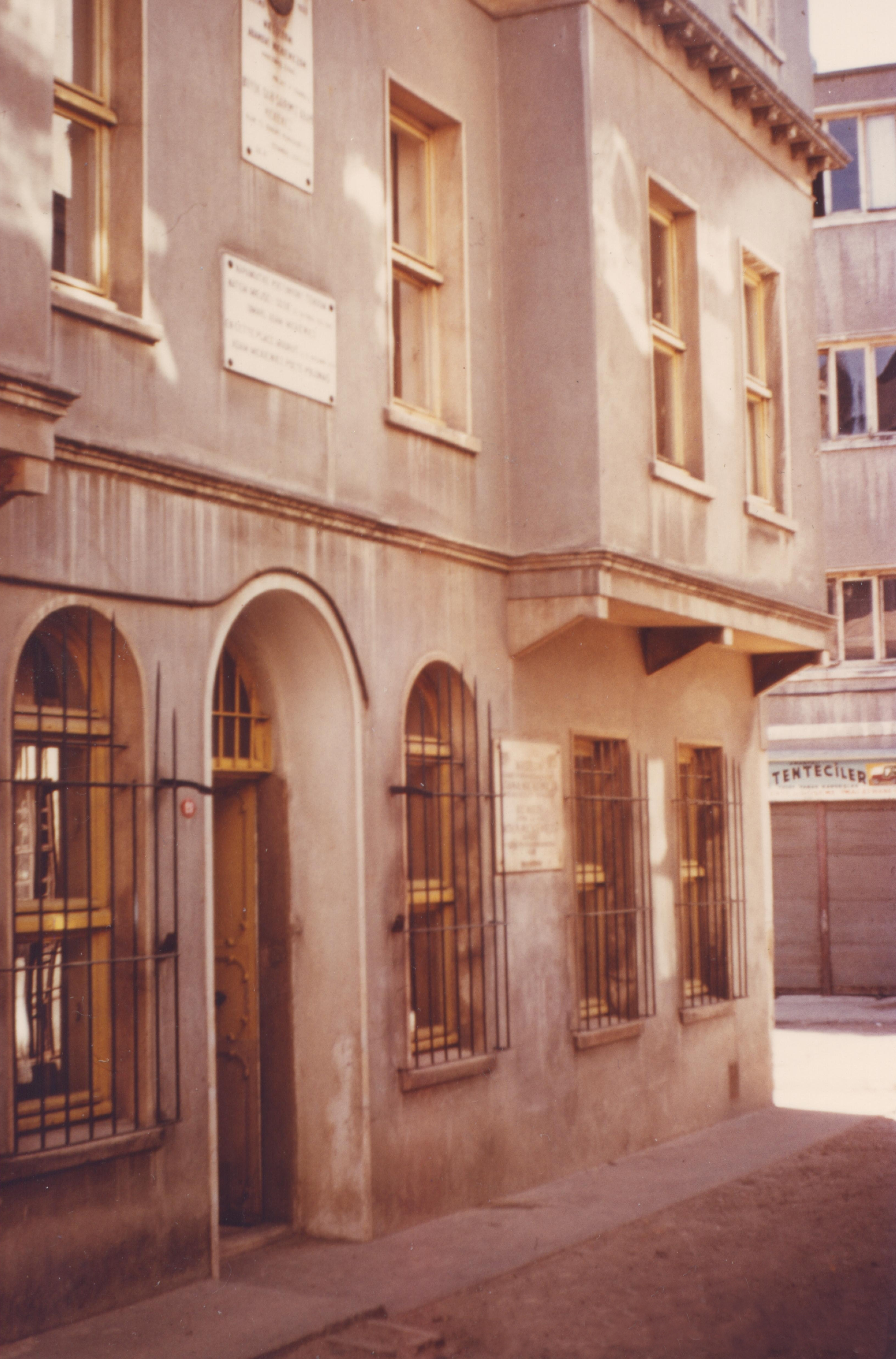
Musée Adam Mickiewicz à Istanbul.

Ses chefs-d’œuvre poétiques comme les Aïeux (1823-1832), Le Livre des Pèlerins polonais (1832), ou Pan Tadeusz (Messire Thadée) (1833), pour ne citer que les plus grands, constituent une synthèse des grandes idées de l’époque en alliant le religieux, le politique et le culturel. La solidarité des peuples et la lutte pour leur liberté, ainsi que l’impératif d’une éthique dans les relations internationales, en sont les idées centrales. En bon héritier de la République polono-lituanienne multiethnique et pluriconfessionnelle, il a créé par son art les bases d’une autonomie culturelle de la société ferrant ses sentences hors de tout pouvoir, politique ou confessionnel.
Pour la religiosité, il est le grand pionnier des transformations de l’après Vatican II : la sainteté pour lui s’enracine dans l’engagement historique pour l’affranchissement des peuples et la transformation du monde.
Pour les Européens d’aujourd’hui, il est parmi les premiers visionnaires de l’Europe unie. L’Europe des peuples – pas encore celle des gouvernements – construite autour d’un parlement et d’un tribunal communs, à partir des mêmes valeurs fondamentales. Il pourrait à ce titre être considéré comme l’un des pères de l’Union Européenne.
Son influence sur l’actualité est indéniable, depuis l’opposition contre le communisme à la suite de l’interdiction des Aïeux en 1968, à travers les encycliques de Jean Paul II, jusqu’à la politique étrangère de la Pologne actuelle qui ne veut pas oublier son devoir de solidarité envers les peuples qui ont partagé son destin. De grands metteurs en scène modernes s’inspirent toujours de sa vision du théâtre : Wajda, Jerzy Grotowski, Tadeusz Kantor…

## Hommages français
- La monumentale sculpture d’Antoine Bourdelle, Monument à Mickiewicz, est inaugurée le 28 avril 1929 dans le 8e arrondissement de Paris. Elle se trouve sur le cours Albert-Ier, à l'extrémité ouest du terre-plein latéral le long de la Seine (cet espace a été baptisé jardin d'Erevan en mars 2009).
- Une plaque est apposée au no 63 de la rue de Seine (6e arrondissement de Paris), où habitait Mickiewicz lors de la publication à Paris de Pan Tadeusz en juin 1834.
- La chaire des « langue et littérature slaves » est créée pour lui au Collège de France (1840-1844), et Adam Mickiewicz y figure sur un médaillon aux côtés de Jules Michelet et Edgar Quinet.

## Œuvres (liste non exhaustive)

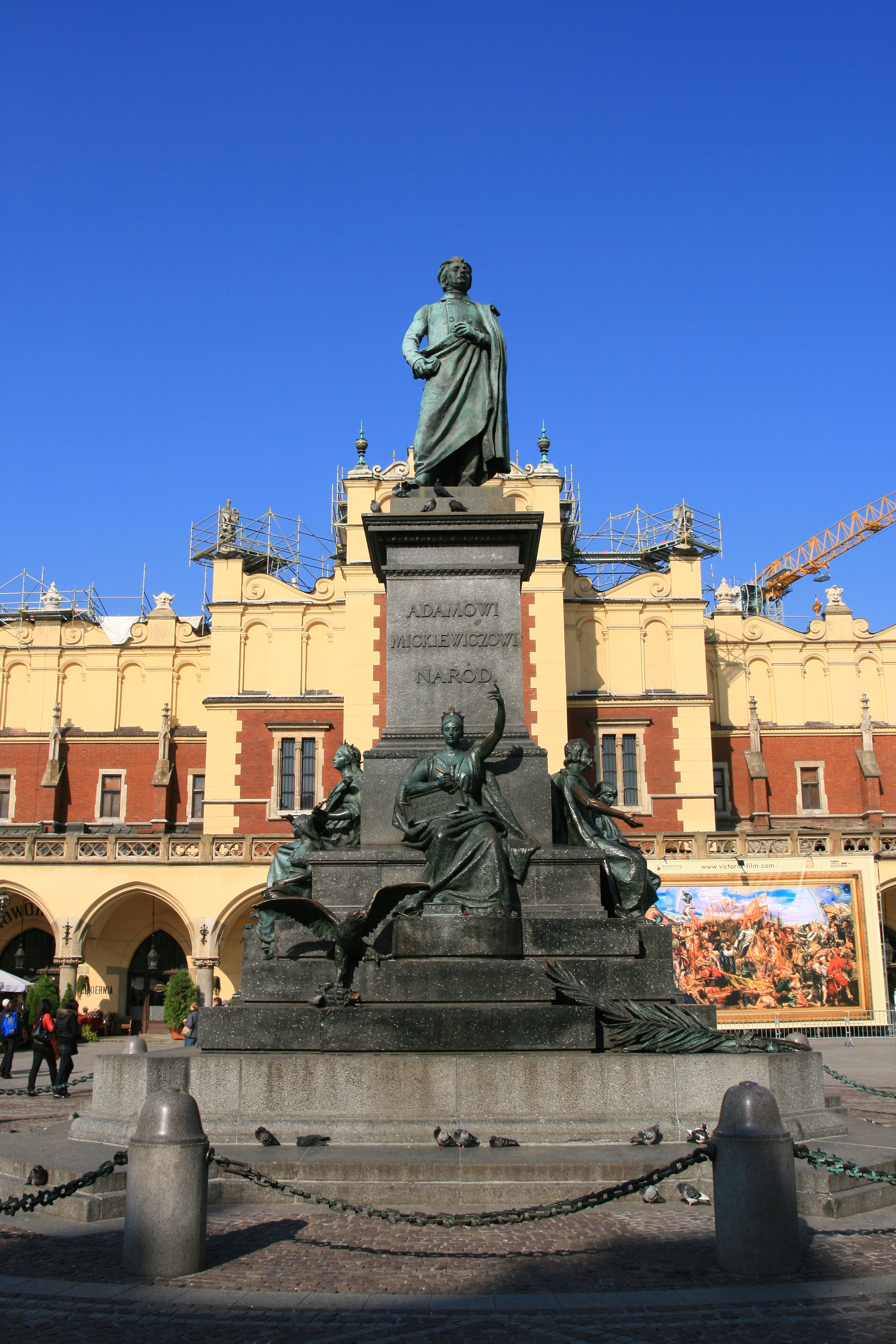
Statue d'Adam Mickiewicz sur la place du marché à Cracovie.

- Ballades et romances (Ballady i romanse), 1822.
- Grażyna (1823)
- Les Aïeux (Dziady), 2e et 4e parties, 1823.
- Les Sonnets de Crimée (Sonety krymskie), Moscou 1826.
- Konrad Wallenrod, St Petersbourg 1828.
- Livre de la Nation et du pèlerinage polonais (Księgi narodu polskiego i pielgrzymstwa polskiego), 1832.
- Les Aïeux (Dziady), 3e partie, 1832).
- Messire Thadée (Pan Tadeusz), 1834.
- Cours de littérature slave ; L’église officielle et le messianisme, (texte original français, 1845)
- Les Slaves, (texte original français, 1849)
- Les Slaves, Cours du Collège de France 1842, édition de Philippe-Joseph Salazar, Paris, Klincksieck, 2005, 248 p.  (ISBN 978-2-252-03516-0)
- Les Aïeux (Dziady), 1re partie, 1861, posthume.
- Adam Mickiewicz. Dzieła poetyckie. Wydał i objaśnił Tadeusz Pini. Wydanie zupełne, z portretami i podobiznami autografów poety. Nakładem Komitetu Mickiewiczowskiego. Nowogródek 1933. Édition polonaise des œuvres poétiques d'Adam Mickiewicz réalisée à Nowogródek en 1933, (482 p.)

## Traductions
- Pan Tadeusz, traductions françaises : 
  - Messire Thaddée, introduction et notes par Paul Cazin, Éditions Garnier, Paris, 1936 ;
  - Messire Thaddée, traduit par Roger Legras, Éditions L'Âge d'Homme, 1992 (traduction recommandée, en alexandrins souples, rigoureusement concordants avec l'original, et de surcroît d'une grande beauté de langue) ;
  - Pan Tadeusz ou La dernière expédition judiciaire en Lituanie. Scènes de la vie nobiliaire des années 1811 et 1812 en douze chants, traduit par Robert Bourgeois, préface Czesław Miłosz, Éditions Noir sur Blanc, Lausanne 1999  (ISBN 978-2-88250-039-7) ;
  - Messire Thaddée [Pan Tadeusz] traduit et annoté par Richard Wojnarowski, Éditions BoD, Paris, 2020, 380 pages  (ISBN 9782322252756)

- Sonety krymskie, traductions françaises :
  - Sonnets de Crimée, traduits du polonais par Feliks Konopka. Cracovie, Wydawnictwo Literackie, 1973.
  - Sonnets de Crimée, Traduction parue dans Chefs-d’œuvre poétiques d’Adam Mickiewicz traduits par lui-même et par ses fils, Paris, Charpentier, 1882
- Les Aïeux : Fragments / Mickiewicz ; traduction d'Ostrowski -- 1929
- À la mère polonaise (traduction Ladislas Mickiewicz)...

## Liens connexes
- Musée Adam-Mickiewicz

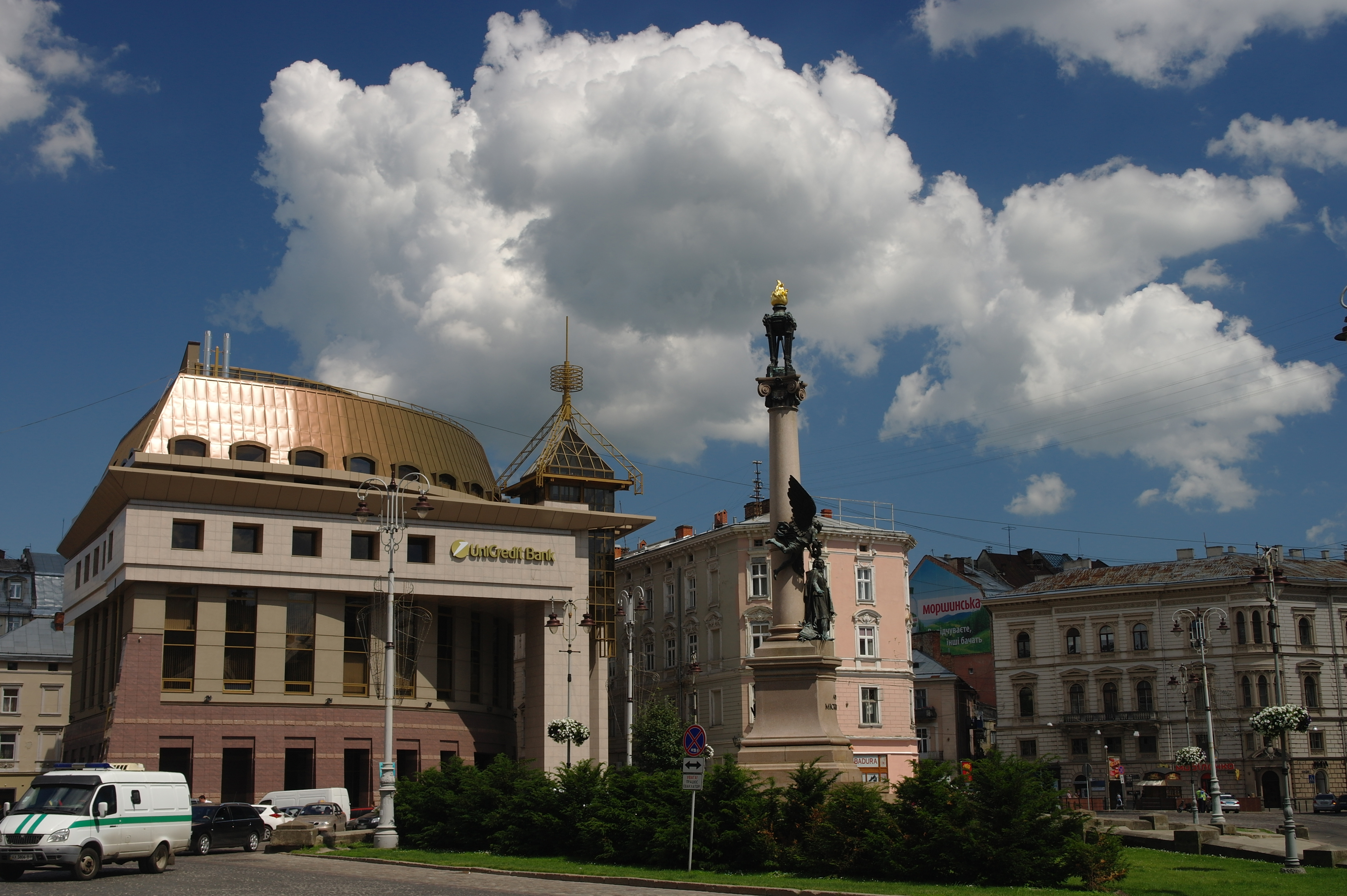
Place Mickiewicz de Lviv avec sa statue.

- Société historique et littéraire polonaise
- Grande Émigration
- Lecteurs de journaux à Naples
- (5889) Mickiewicz

## Bibliographie

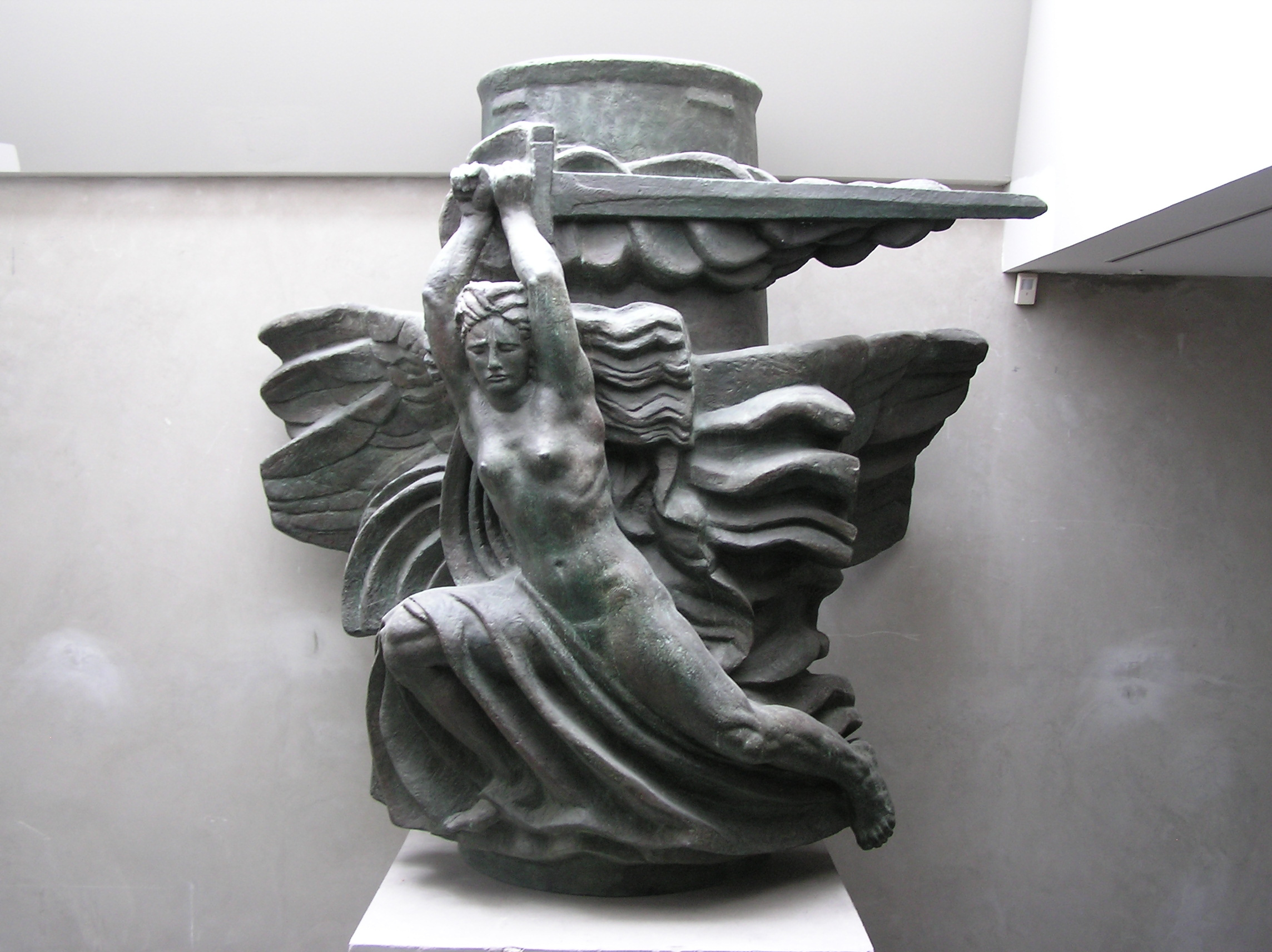
Fragment du monument à Mickiewicz d'Antoine Bourdelle.